# ام‌اس پینت ادونچرز
ام‌اس پینت ادونچرز، (به انگلیسی: MS Paint Adventures) که به‌اختصار ام‌اس‌پی‌ادونچرز یا ام‌اس‌پی‌ای، یک وبگاه و مجموعه‌ای از وب‌کمیک‌های نوشته و به تصویر کشیده شده توسط اندرو هاسی بود. طبق برخی برآوردها، در آوریل ۲۰۱۶، MS Paint Adventures بزرگ‌ترین مجموعه کامیک‌های اینترنتی بود که بیش از ۱۰,۰۰۰ صفحه در پنج مجموعه آن وجود داشت.